# Tomosvaryella kondarensis
Tomosvaryella kondarensis är en tvåvingeart som beskrevs av Kuznetzov 1993. Tomosvaryella kondarensis ingår i släktet Tomosvaryella och familjen ögonflugor. Inga underarter finns listade i Catalogue of Life.